# Rod Delmonico
Rodney James Delmonico (Wilmington, 14 mei 1958) is een Amerikaans honkbalcoach. Delmonino was van 1 januari 2009 tot oktober 2009 de coach van het Nederlands honkbalteam. Hij volgde daarmee Robert Eenhoorn op, die zijn carrière voortzette als technisch directeur van de KNBSB. Delmonico was de 18e Amerikaan die de functie van coach van het Nederlandse honkbalteam vervult. Na het WK honkbal in 2009 legde Delmonico zijn functie bij het Nederlands honkbalteam neer.
Delmonico begon zijn carrière als honkbalcoach direct na zijn afstuderen in 1980 als assistent-coach van het team van Gloucester County College uit New Jersey. Van 1981 tot 1983 was hij assistent-coach aan de Clemson University, waarna hij assistent-coach werd bij het team van Florida State University. Hier zou hij tot 1990 werkzaam blijven. In die periode eindigde het team elk jaar in de top 15 en deed mee aan drie College World Series. Er werden in die periode 21 spelers van Florida State University geselecteerd in de draft door Major League Baseball clubs.
In 1990 werd Delmonico benoemd tot hoofdcoach van de University of Tennessee Volunteers. Daarmee behaalde hij zoveel successen dat hij de succesvolste universiteitscoach aller tijden werd. Het team haalde zes maal de College World Series en speelde in 14 regionale kampioenswedstrijden. Er werden 10 conference of divisie titels behaald en negen conference toernooi kampioenschappen gewonnen. Delmonico was tevens de coach van R.A. Dickey en Augie Ojeda, die op de Olympische Zomerspelen 1992 met het Amerikaans honkbalteam de bronzen medaille wonnen. In zijn 18 jaar bij Tennessee werden er 73 spelers gedraft, waaronder 10 in de eerste ronde. 95 spelers slaagden erin een profcontract te bemachtigen.
Per 1 januari 2009 werd Delmonico benoemd als coach van het Nederlands honkbalteam. Zijn eerste grote toernooi met dat team was de World Baseball Classic van 2009, waarin voor een grote verrassing werd gezorgd door de favoriete Dominicaanse Republiek tweemaal te verslaan, met 3-2 en 2-1. Na het WK, waar Nederland zesde werd, stapte Delmonico om persoonlijke redenen op.